# بحوث هندسية
تسعى البحوث الهندسية إلى دراسة التطورات النظرية والعملية في مجالات مثل الحوسبة فائقة السرعة، والتنبؤ بالزلازل، وأنظمة الطاقة، والبناء.
في جميع أنحاء العالم، تكون الحكومة، وقطاع الأعمال الخاصة، والأوساط الأكاديمية هم المساهمون الرئيسيون في مجال البحوث الهندسية.
ويتم طرح نتائج هذه البحوث عن طريق المقالات الصحفية، والمؤتمرات الأكاديمية، والمنتجات الجديدة المطروحة في السوق.
يُعد أكبر مساهم على الإطلاق في البحوث الهندسية في الولايات المتحدة هي وزارة الدفاع الأمريكية.
لقد أدت البحوث المتعلقة بالشئون العسكرية في مجال العلوم والتكنولوجيا إلى ابتكار تطبيقات "مزدوجة الاستخدام؛ حيث حيث يتم تكييف البحوث المتعلقة بالأسلحة، والاتصالات، وأنظمة الدفاع الأخرى على أنشطة الحياة المدنية. وتُعَد أجهزة الحاسوب الرقمية القابلة للبرمجة وشبكة الإنترنت التي تصل بينها، وشبكة القمر الصناعي لـنظام التموضع العالمي (GPS)، وكابل الألياف الضوئية، وأجهزة الرادار، والليزر أمثلةً على تطبيقات تلك البحوث الهندسية.